# Giesmus
Giesmus, Geismus, Giesm ou G(h)eism, est le nom d'un roi gépide de la seconde moitié du Ve siècle, cité notamment par Jean Malalas et Théophane le Confesseur.

## Biographie
Les historiens disposent de très peu d'informations sur ce prince gépide lié au roi Ardaric. Son nom serait d'origine hunnique. Selon Amédée Thierry, Giesmus, qualifié de « Gépide » ou de « Hun » selon les chroniqueurs byzantins, était le fils qu'Attila, roi des Huns, avait eu de la sœur d'Ardaric, roi des Gépides. Louis-Gabriel Du Buat-Nançay a identifié Giesmus à Dengitzic, l'un des nombreux fils d'Attila. Selon Christian Settipani, il est plus probablement le fils d'Ardaric et le petit-fils d'Attila.
Son épouse est la cousine de Thrautsila, son successeur sur le trône gépide. Il est le père de Mundus, qui fut au service de l'empereur Justinien.
Giesmus apparaît sous le nom Giesm dans le roman historique Théodoric, roi des Ostrogoths, 454-526, de Marcel Brion.